# Фронтове водосховище
Фронтове водосховище (крим. Qoy Asan yapma gölü) — друге за величиною з наливних водосховищ Криму. Утворене у 1976 році на Курпеченській балці поблизу села Фронтове на вузькому Ак-Монайському перешийку, що з'єднує Керченський півострів з Кримським півостровом. Заповнене у 1978 році.
Площа — 6,45 км². Обсяг — 35,5 млн м³. Висота над рівнем моря — 33 м.

## Опис
Водосховище призначене для постачання води до міста Феодосія Феодосійської курортної зони. Водосховище наливного типу, основне джерело заповнення — Північнокримський канал. Вода може подаватися по трубопроводу в Феодосійське водосховище або назад в Північнокримський канал і далі в Керченське водосховище. Має в довжину — 1,93 км, в ширину — 2,2 км, площа дзеркала — 6,45 км². Середня глибина — 5,4 м, найбільша — 13,5 м. Обсяг водосховища — 35,5 млн м³, при абсолютній відмітці НПР — 36,8 м. Рівень «мертвого об'єму» — 6,5 млн м³, при абсолютній відмітці — 31 м. Корисна водовіддача — 29 млн м³.

## Гідровузол
Залізобетонна гребля з висотою 15 м, має довжину — 200 м, ширина по гребеню — 5 м. Аварійне скидання води розраховане на витрату 14,6 м³/с, запроектоване з двох ниток металевих труб довжиною 160 м і діаметром 1200 мм. З південного боку водосховища є дамба висотою 4 метри. Вода подається від насосної станції 1-го підйому трубопроводом протяжністю 23,6 км. Водовід знаходиться у аварійному стані.

## Історія
В 1941-1945 рр. на місці будівництва проходили жорстокі бої німецько-радянської війни. За січень-травень 1942 року тут було поховано близько 16 тисяч воїнів 44-ї та 51-ї армій Кримського фронту. Встановлені обеліски з черепашника на могилах воїнів зруйнувалися. На згадку про загиблих на висотці в найвужчому місці перешийка між Чорним і Азовським морями будівельниками гідровузла було споруджено сходи і встановлено пам'ятник з осколків мін та снарядів.
Будівництво водосховища велося за проектом Кримської філії інституту «Укргіпроводгосп» з січня 1970 року і було завершено в грудні 1976 року. Заповнення водосховища відбулося в 1978 році. З червня 1979 року експлуатується в каскаді зі Станційним і Зеленоярським водосховищами.
З 1987 року мул, що накопичився в зоні підводного каналу, майже перекрив забір води з водосховища.
До 2014 року близько 85 % прісної води на півострів подавалося Північнокримським каналом, який з'єднує русло Дніпра з Кримом. Проте після окупації АР Крим та міста Севастополь в 2014 році Росією, Україна перекрила постачання води на окуповану територію. Цьогорічні осінь та зима не принесли достатньої кількості опадів, тож зараз водосховища Криму заповнені лише на третину. Йдеться, не про питну воду, якої нібито має вистачити, а технічну, яку використовують, наприклад, у сільському господарстві або на військових базах. З 2014 року російська окупаційна адміністрація не знайшла способу, як забезпечити півострів водою. Проєкти з опріснення морської води, очищення стічних вод, будівництва водоводу з Росії по дну Чорного моря і постачання води мостом через Керченську протоку залишилися нереалізованими.